# Joachim Prinz
Joachim Prinz né le 10 mai 1902 à Burckhardtsdorf en Haute-Silésie  et mort le 30 septembre 1988 à Livingston dans l'État du New Jersey, est un rabbin, sioniste, essayiste et militant des droits civiques américain, d'origine allemande. Il est également connu pour ses prédications critiquant le nazisme.

## Biographie

### Jeunesse et formation
Joachim Prinz est l'un des quatre enfants de Joseph Prinz, et de Nani (Berg) Prinz. Après avoir obtenu son diplôme d'études secondaires à Oppeln (Opole), en Haute-Silésie en 1921, Prinz étudie la philosophie et l'histoire de l'art aux universités de Breslau et de Berlin, et  obtient un doctorat en philosophie à l'Université de Giessen en 1924. L'année suivante, il est ordonné rabbin par le Séminaire théologique juif de Breslau. En 1926, il est nommé rabbin de la communauté juive de Berlin. Pendant ses études, il devient un disciple du fondateur du mouvement sioniste Theodor Herzl,.

### Carrière

#### La résistance au nazisme
Pendant son rabbinat à Berlin, il fustige le nazisme du haut de sa chaire et quand Hitler prend le pouvoir, la Gestapo l'arrêtera plusieurs fois, mais échappera à la déportation. Ayant appris par un officier allemand que ses jours était comptés, il décide d'émigrer aux États-Unis. En 1937, il tint sa dernière réunion avec sa congrégation pour annoncer sa décision de partir aux États-Unis sur l'invitation du rabbin Stephen S. Wise. La réunion fut espionnée par Adolf Eichmann, qui rapporta à la Gestapo que le plan d'immigration de Prinz prouvait qu'une conspiration juive internationale avait son siège à New York (sic). Prinz est arrêté par la Gestapo, puis expulsé d'Allemagne en juin 1937,,.

#### Le rabbin de Livingston
Arrivé aux États-Unis, de 1937 à 1939, Joachim Prinz parcours le pays pour lever des fonds pour la fondation United Israel Appeal (en) afin de financer l'émigration vers la Palestine mandataire. Le 9 septembre 1939, il est nommé, rabbin de la synagogue, le Temple B'Nai Abraham (en) de Livingston, dans l'État du New Jersey,.
De 1958 à 1966, il est le président du Congrès juif américain.
Militant des droits civiques, Joachim Prinz est connu pour son amitié avec Martin Luther King. Le 28 octobre 1958, il écrit personnellement au président Dwight Eisenhower pour qu'il réunisse à la Maison Blanche les leaders des religions, de l'éducation, de l'action sociale pour mettre fin à la ségrégation envers les Afro-Américains. Plus tard, il participe à la Marche sur Washington pour l'emploi et la liberté de 1963, où il prend la parole pour y annoncer la solidarité des Juifs américains ,,.

### Vie privée
Joachim Prinz décède à l'âge de 86 ans des  suites d'un infarctus au Saint Barnabas Medical Center (en) de Livingston.
Après ses funérailles qui ont eu lieu à la synagogue, le Temple B'nai Abraham, la dépouille de Joachim Prinz est inhumée au cimetière juif le B’nai Abraham Memorial Park d'Union Township (comté d'Union, New Jersey),.

## Archives
Les archives de Joachim Prinz sont déposées et consultables au Jacob Rader Marcus Center of the American Jewish Archives (en) de l'Hebrew Union College-Jewish Institute of Religion de Cincinnati dans l'État de l'Ohio

## Œuvres
- (de) Zum Begriff der religiösen Erfahrung Ein Beitr. z. Theorie d. Religion, Breslau, Schüler et Rottenberg, 1927, 15 p. (OCLC 917702435),
- (de) Helden und Abenteuer der Bibel Ein Kinderbuch, Berlin-Charlottenburg, Baumann, 1930, 159 p. (OCLC 1004888294),
- (de) Jüdische Geschichte, Berlin, Verlag für Kulturpolitik, 1931, 279 p. (OCLC 955733595),
- (de) Wir Juden, Berlin, Erich Reiss, 1934, 175 p. (OCLC 556152),
- (de) Der Freitagabend : Tefillat 'arbit lesabbat.' Gebet u. Sinn gedeutet, Berlin, Brandus, 1935, 70 p. (OCLC 253028620),
- (de) Die Reiche Israel und Juda : Geschichten der Bibel, Berlin, Erich Reiss, 1936, 200 p. (OCLC 641417332),
- (de) Das Leben im Ghetto : Jüdisches Schicksal in fünf Städten, Berlin, Löwe, 1937, 276 p. (OCLC 905259110),
- (en-US) The Dilemma of the Modern Jew, Little Brown and Company, 1962, rééd. 1964, 232 p. (OCLC 924063568, lire en ligne),
- (en-US) Popes From The Ghetto: A View Of Medieval Christendom, Dorset Press, 1966, rééd. 1 juin 1968, 268 p. (ISBN 9780880290289, lire en ligne),
- (en-US) The Secret Jews, Random House, 16 janvier 1975, 236 p. (ISBN 9780394472041, lire en ligne),
- (de) Die Geschichten Der Bibel: Für Kinder Ezählt, Berlin, Jüdischer Verlag bei Athenaum, 1988, 214 p. (ISBN 9783610004064),
- (en-US) Michael A. Meyer (dir.), Joachim Prinz, Rebellious Rabbi: An Autobiography, Indiana University Press, 20 novembre 2007, 320 p. (ISBN 9780253349392),